# Гусеничний кран

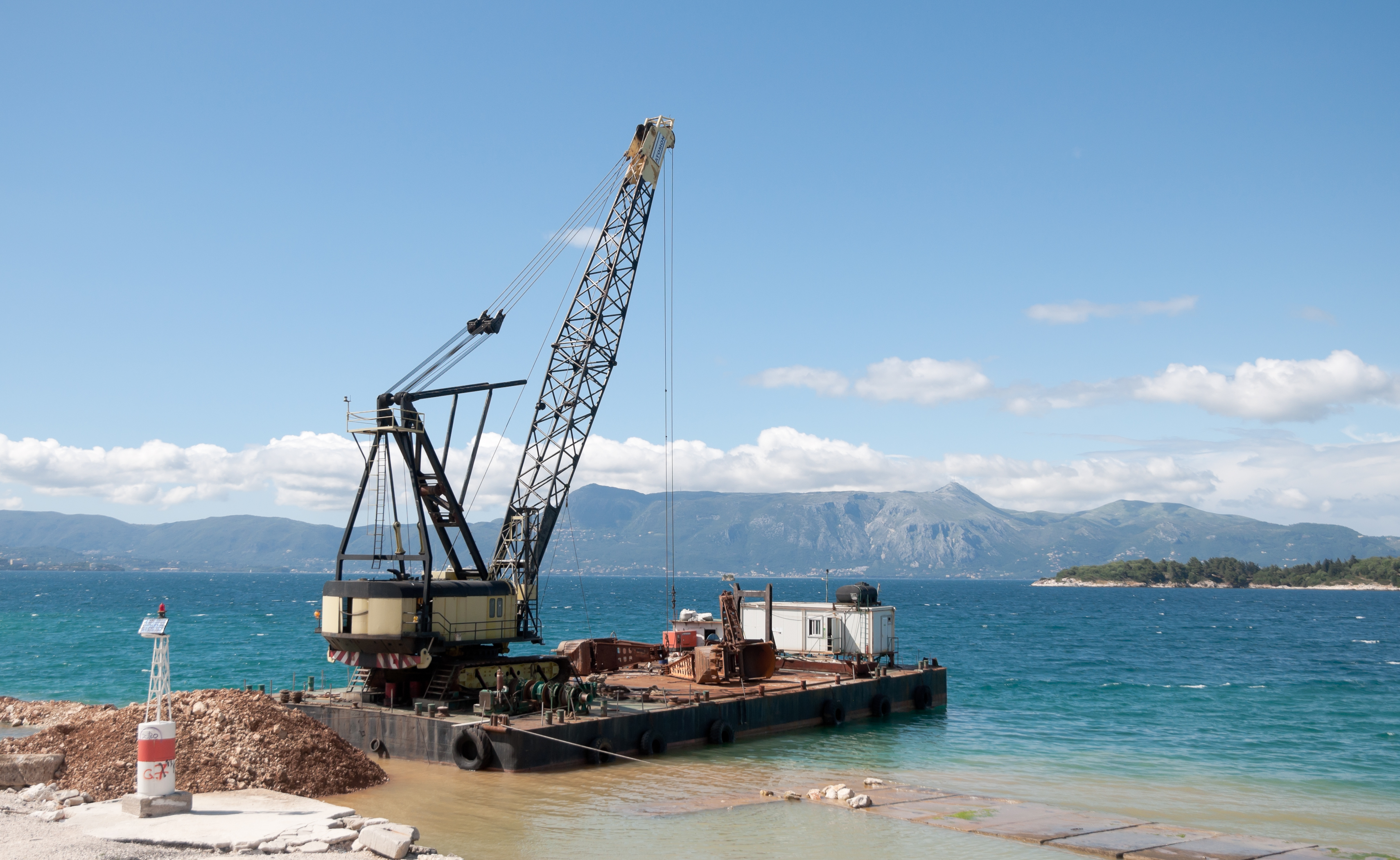
Гусеничний кран у порту Корфу.

Гусеничний кран (англ. Crawler-mounted / фр. Montee sur chenilles) — стріловий самохідний кран, забезпечений для пересування гусеницями. Належить до групи кранів стрілового типу.

## Опис

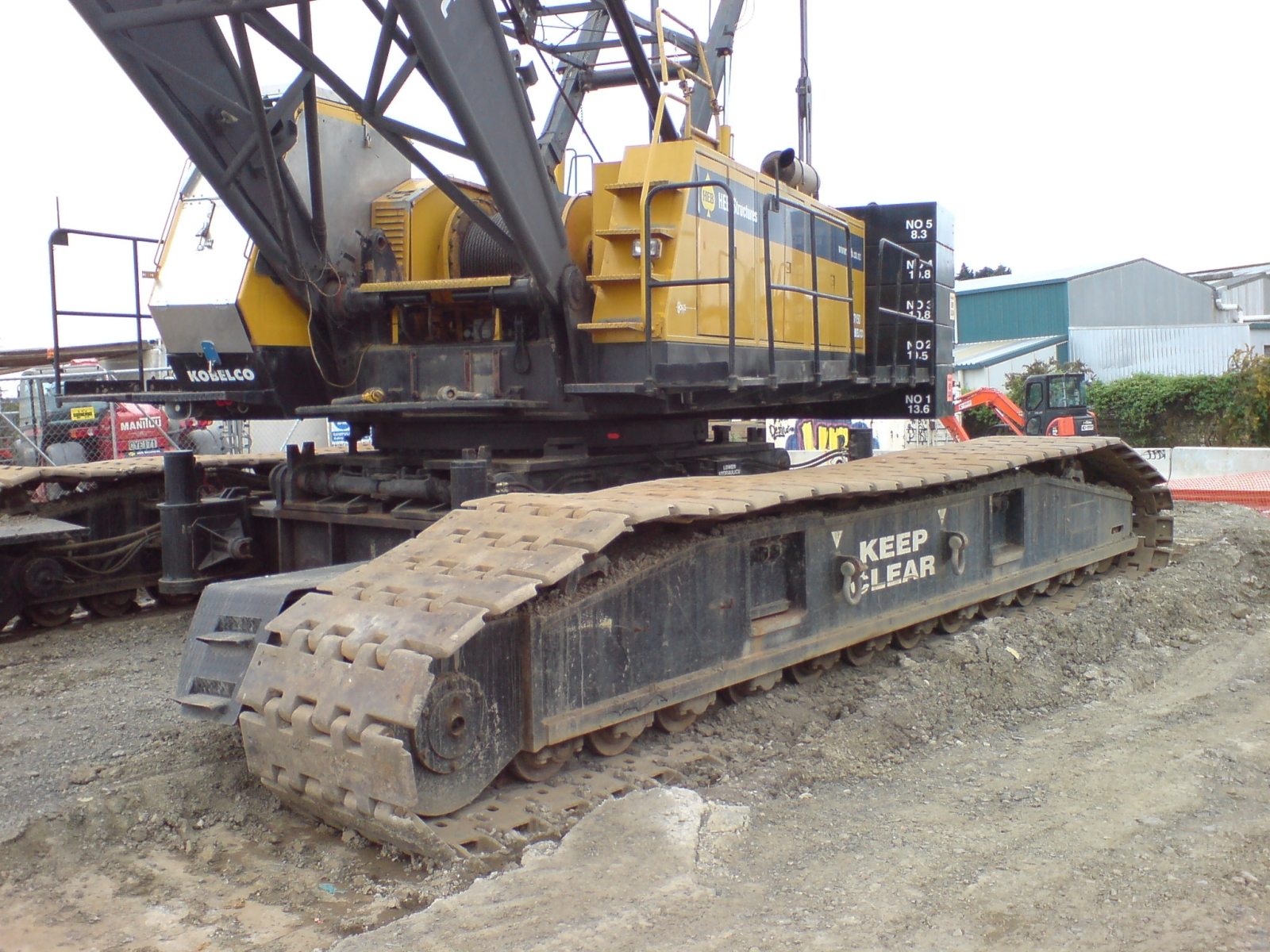
Кран Kobelco CK2500 в одному з міст Нової Зеландії

Гусеничні крани є повноповоротними самохідними кранами. Залежно від умов роботи їх обладнають змінними стрілами різної довжини та конфігурації (прямі, вигнуті, телескопічні).
За конструктивними особливостями гусеничні крани поділяються на дві групи:
1. Стрілові самохідні крани. Індекси: " ДЕК ", " СКГ ", " МКГ ", " МКГС ", " RDK ". Монтажні гусеничні крани мають вантажопідйомність 40-160 т і більше (наприклад, крани МКГС-250 та МКТ-250 ). Привід окремих механізмів цих кранів, як правило, індивідуальний.
2. Крани-екскаватори з механічним приводом є канатними екскаваторами з крановим робочим обладнанням. Крани-екскаватори мають невелику вантажопідйомність (не більше 50 т ) та груповий привід механізмів. Приклади: канатні екскаватори серій Е та ЕО, екскаватори Liebherr HS 8040 HD, Sennebogen 6130.

Крани типу «СКГ» вантажопідйомністю 24, 40, 63, 100 т випускаються з різними типами стрілового обладнання:
1. трубчасті стріли з короткими гуськами.
2. стріли-вежі з довгими гуськами.

## Технічні характеристики

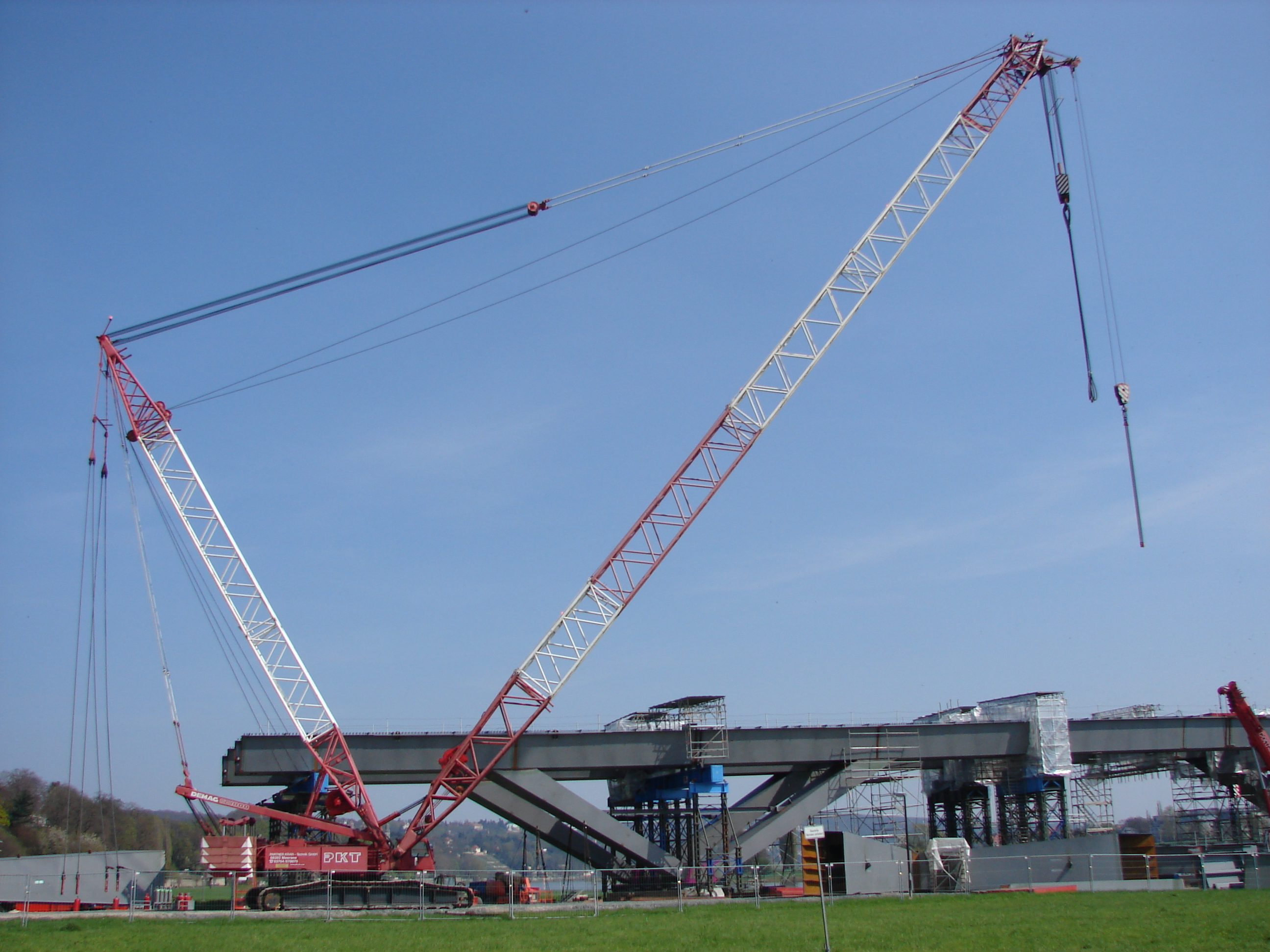
Кран DEMAG CC1800

Довжина стріл у гусеничних монтажних кранів при висотах підйому вантажу досягає 60—100 м і більше. Швидкості рухів відповідають вантажопідйомності крана і вильоту стріли і зазвичай становлять: підйому вантажу 5-25 м / хв, обертання від 1 до 4 об / хв, час підйому стріли з нижчого положення у вищий від 1 хв до 3 хв. Пересування крана (при роботі) від 1 км/год до 10 км/год. Стрілові крани виконують з гаковими та грейферними захватами, а дизель-електричні — також з електромагнітом. Вони мають змінну вантажопідйомність, найбільшу за найменшого вильоту та використання виносних опор: у гусеничних до 300 т і більше.

## Влаштування гусеничних кранів

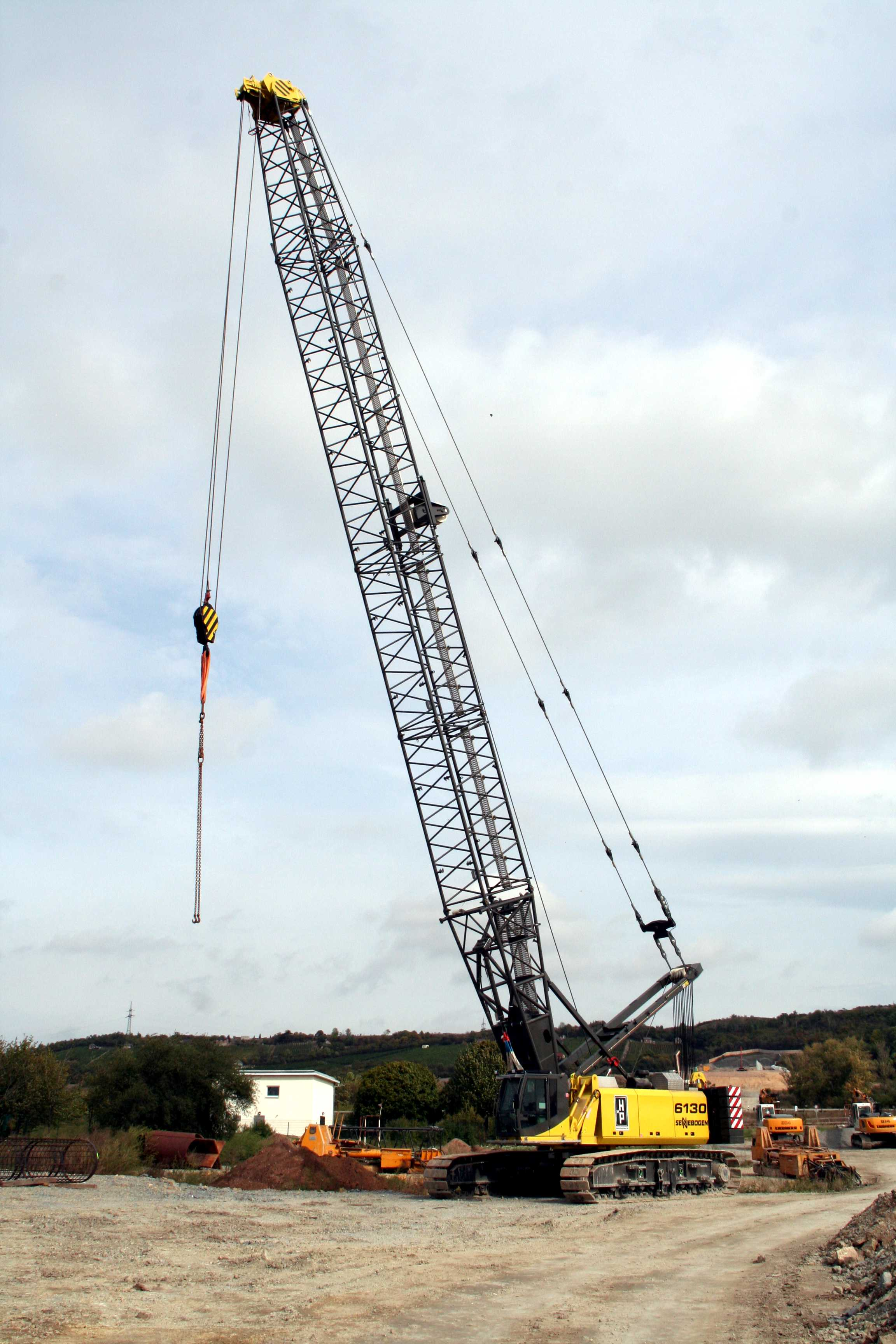
Екскаватор Sennebogen 6130 із крановим обладнанням. Фото: Störfix

Гусеничний кран складається з двох основних частин: поворотної та неповоротної.

### Поворотна частина
Принцип пристрою поворотної частини аналогічний конструкції колісних кранів.

### Неповоротна частина
Є ходовою зварною рамою, сполученою з двома поздовжніми балками, на яких встановлені бортові редуктори. Поворот крана здійснюється пригальмовуванням одного з гусениць, при цьому швидкість другої збільшується. При повному загальмовуванні однієї гусениці швидкість другої збільшується вдвічі, а кран розгортається навколо осі.
Механізми пересування виконуються з роздільними приводами гусеничних візків за декількома конструктивними схемами. Механізми підйому мають дводвигуновий привід з диференціалом, що дає чотири швидкості.

### Привід

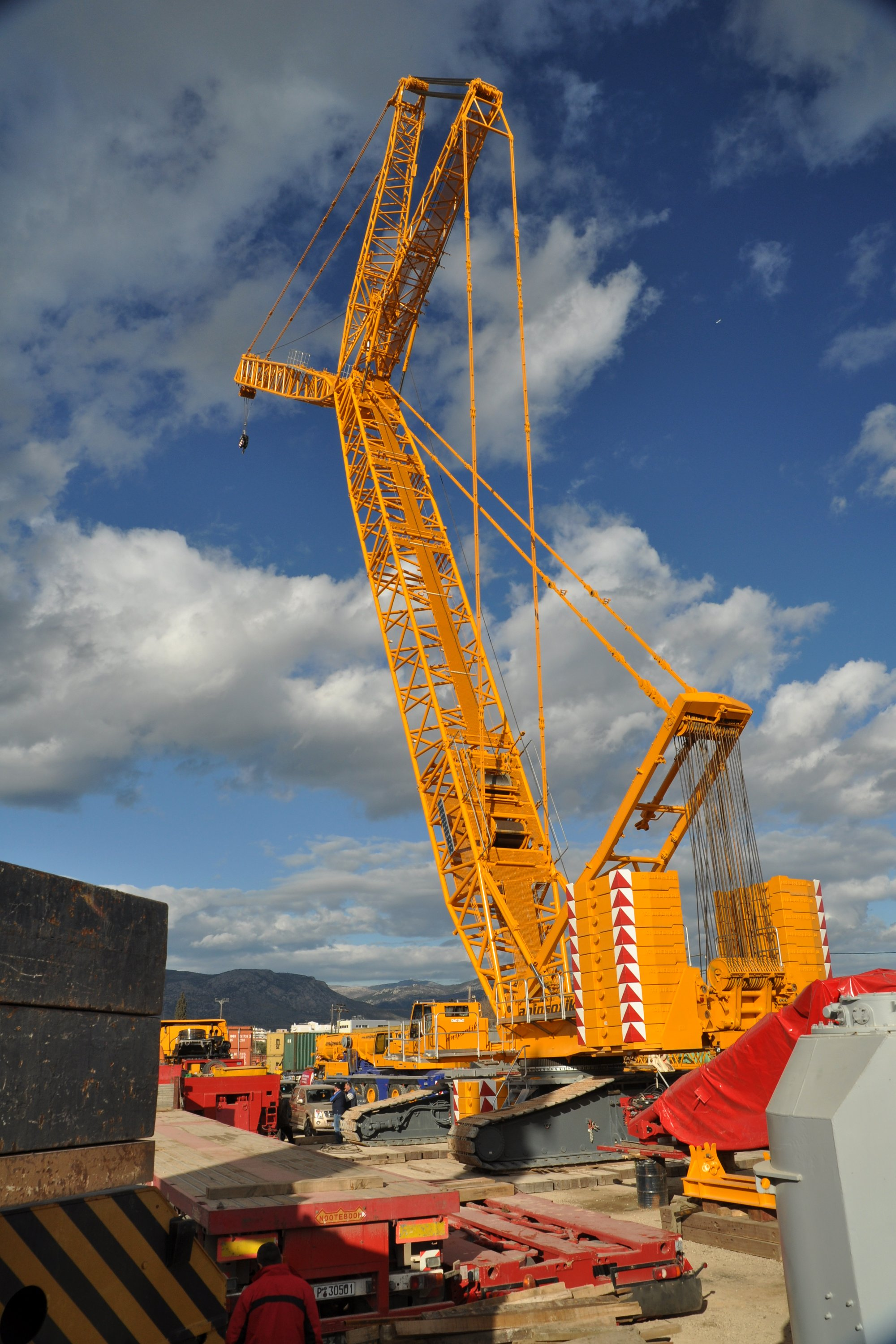
Гусеничний кран Liebherr LR-1600/2 у конфігурації SW під час інспекційних випробувань після складання в Аспропіргосі, Греція.

Привід кранів малої вантажопідйомності здійснюється від дизеля з механічною трансмісією, а за вантажопідйомності більше 16 т від дизель-генераторної установки. Крани, що мають силову установку на змінному струмі, можуть працювати від зовнішньої мережі. У деяких моделях кранів з груповим приводом механізмів трансмісії встановлюють турботрансформатор, що дозволяє поліпшити експлуатаційні характеристики крана. Однак схема з турботрансформатором досить складна і не може бути здійснена при застосуванні лише стандартних вузлів та деталей. Застосування індивідуального приводу щодо цього має великі переваги. У гусеничних монтажних кранах застосовують виключно індивідуальний привід, і окремі моделі відрізняються головним чином, тільки компонуванням механізмів на поворотній платформі.

## Застосування
Гусеничні крани застосовуються для вантажно-розвантажувальних, будівельно-монтажних робіт і знаходять широке застосування в енергетичному будівництві як під час роботи на укрупнювально-складальних майданчиках, так і при монтажі обладнання. Перевагою гусеничних кранів є те, що вони не вимагають спеціальної підготовки робочого майданчика у зв'язку з малим питомим тиском на грунт, мають достатню маневреність, можуть повертатися на місці з вантажем і без нього. При монтажі обладнання можуть виводити блок, що монтується, у вертикальне положення і подавати його потім на проектну позначку.